# Another Life (album)
Another Life è il quarto album in studio della boyband statunitense Big Time Rush, pubblicato il 2 giugno 2023 dall'etichetta BMG e dalla loro etichetta indipendente Bought the Rights. L'album segna il loro ritorno sulle scene musicali dieci anni dopo l'album 24/Seven.

## Antefatti
Dopo una pausa durata 7 anni, la band ha annunciato il suo ritorno nel 2021, annunciando due performance live a New York e a Chicago per il mese di dicembre dello stesso anno. Poco dopo queste due performance la band pubblica un nuovo singolo dopo 8 anni, Call It Like I See It. L'anno seguente seguono altre canzoni come Not Giving You Up, Fall, Honey, Dale Pa' Ya quest'ultima in collaborazione con l'artista dominicano Maffio. Viene pubblicata ufficialmente anche la canzone Paralyzed che negli anni passati, pur essendo una delle più conosciute della band, non era stata pubblicata sugli store digitali.

## Descrizione
Il 4 aprile 2023 la band annuncia l'uscita di un nuovo singolo per il 3 maggio 2023 al quale avrebbe seguito un nuovo album di inediti per il 9 giugno 2023.
La lista delle tracce è stata pubblicata il 30 aprile seguente, confermando l'esistenza di un nuovo album intitolato Another Life.
I pre-order per il disco sono cominciati il 3 maggio 2023 insieme all'uscita del singolo Waves.
Il 5 maggio 2023 la band annuncia che l'album sarebbe stato pubblicato una settimana prima della data prestabilita, ovvero il 2 giugno 2023.
Una edizione deluxe è stata annunciata il 10 novembre 2023, questa versione include tre nuove tracce, una versione acustica del singolo Weekends e la re-registrazione di un singolo inedito Shot in The Dark che era stato ascoltato già precedentemente nella serie televisiva.

## Tracce

### Edizione Standard
1. Can't Get Enough – 3:26 (testo: Adam Korbesmeyer, Candace Sosa, Carlos PenaVega, James Maslow, Kendall Schmidt, Logan Henderson – musica: Korbesmeyer, Schmidt)
2. Waves – 3:15 (testo: Carlos PenaVega, James Maslow, Kendall Schmidt, Logan Henderson, Tyler Shamy, Will Ventres – musica: Will Ventres)
3. I Just Want To (Party All the Time) – 2:51 (testo: Carlos PenaVega, James Johnson, James Maslow, Kendall Schmidt, Logan Henderson, Nicholas Furlong, Spencer Nezey, Will Ventres – musica: Nicholas Furlong, Will Ventres)
4. Weekends – 3:05 (testo: Bryan Todd, Carlos PenaVega, James Maslow, Josh Gabbard, Kendall Schmidt, Logan Henderson, Will Ventres – musica: Bryan Todd, Will Ventres)
5. Work for It – 2:34 (testo: Adam Korbesmeyer, Candace Sosa, Carlos PenaVega, James Maslow, Kendall Schmidt, Logan Henderson – musica: Adam Korbesmeyer, Kendall Schmidt)
6. Forget You Now – 3:16 (testo: Carlos Ariel Peralta, Carlos PenaVega, James Maslow, Kendall Schmidt, Logan Henderson, Nicholas Furlong, Will Ventres – musica: Maffio, Will Ventres)
7. Brand New – 3:37 (testo: Adam Korbesmeyer, Candace Sosa, Carlos PenaVega, James Maslow, Kendall Schmidt, Logan Henderson, Sophie Rose – musica: Adam Korbesmeyer, Kendall Schmidt)
8. Ask You Tonight – 3:00 (testo: Adam Korbesmeyer, Bryan Todd, Carlos PenaVega, James Maslow, Josh Gabbard, Kendall Schmidt, Logan Henderson, Nicholas Furlong – musica: Adam Korbesmeyer, Bryan Todd)
9. Superstitious – 3:14 (testo: Carlos PenaVega, James Maslow, Kendall Schmidt, Logan Henderson, Will Ventres – musica: Ventres)
10. Another Life – 2:32 (testo: Adam Amezaga, Adam Korbesmeyer, Carlos PenaVega, James Maslow, Kendall Schmidt, Logan Henderson, Nicholas Furlong – musica: Adam Korbesmeyer, Nicholas Furlong, Kendall Schmidt)

### Deluxe Edition
1. Shot in The Dark – 3:09 (testo: Adam Korbesmeyer, Catherine Allison Ward, David Ryan Harris, Jerry Lang II, Kendall Schmidt, Logan Henderson, Nicholas Furlong – musica: Will Ventres)
2. Learn To Love – 2:34 (testo: Nicholas Furlong, Adam Korbesmeyer, Catherine Allison Ward, David Ryan Harris, Jerry Lang II, Kendall Schmidt, Logan Henderson – musica: cut&dry, Nick Furlong)
3. Dreamworld – 2:47 (testo: Bryan Todd, Carlos PenaVega, James Maslow, Josh Gabbard, Kendall Schmidt, Logan Henderson – musica: Bryan Todd)
4. Your Way – 2:41 (testo: Adam Korbesmeyer, Candace Sosa, Kendall Schmidt, Logan Henderson – musica: Adam Korbesmeyer)
5. Weekends (Acoustic) – 3:09 (testo: Bryan Todd, Carlos PenaVega, James Maslow, Josh Gabbard, Kendall Schmidt, Logan Henderson, Nicholas Furlong – musica: Bryan Todd, Will Ventres)